# Castello di Altenburg

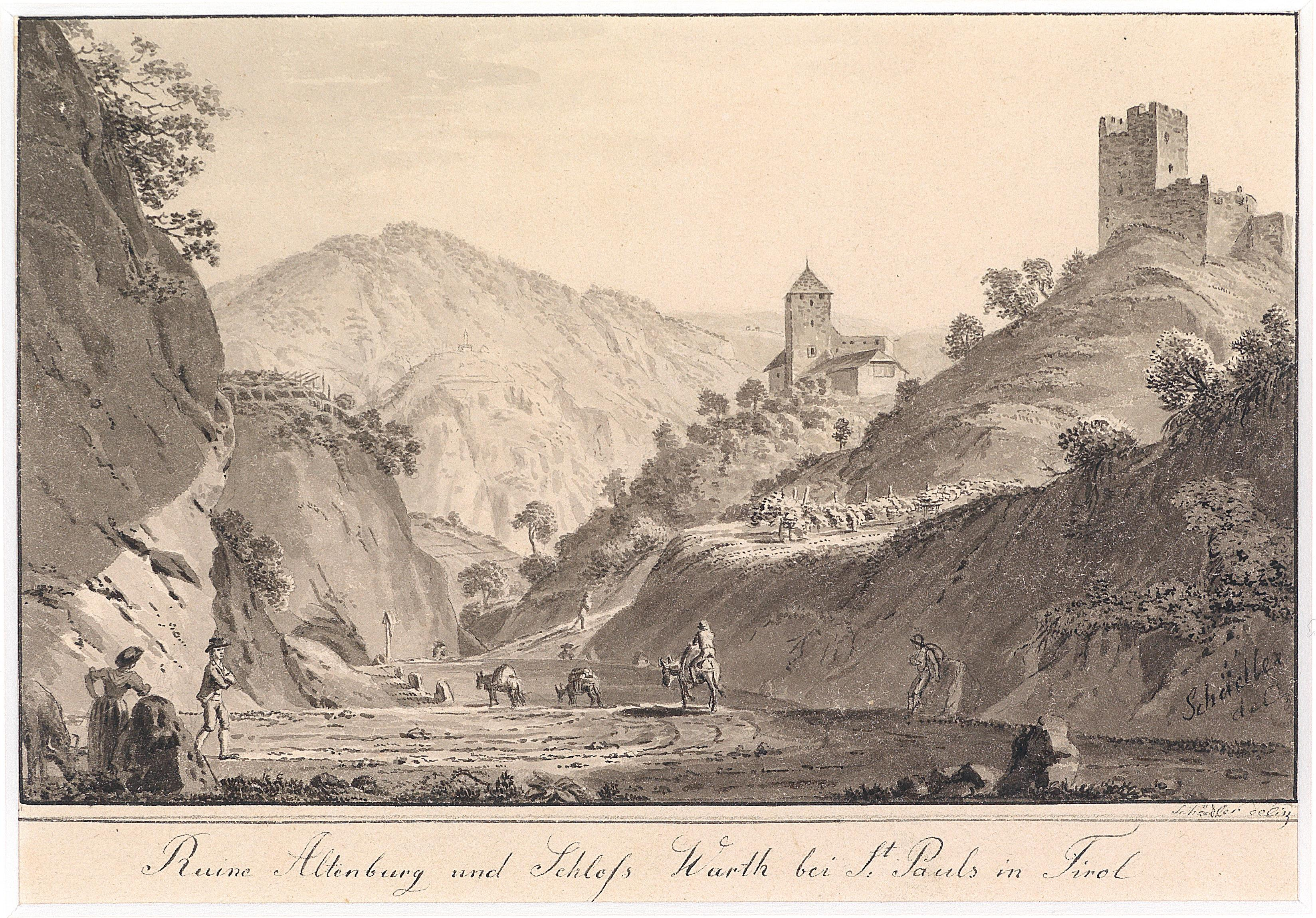
Rovine del castello di Altenburg a San Paolo (Appiano)

Il castello di Altenburg è un castello in rovina vicino a San Paolo, nel comune di Appiano sulla strada del vino in Alto Adige. Si erge su una collina morenica, di fronte a castel Guardia. Il rudere è di proprietà privata e non è visitabile.

## Storia
Sono sopravvissuti solo pochi resti del castello della fine del XII secolo, che difficilmente consentono di trarre conclusioni sull'impianto e sull'aspetto precedente del castello. Secondo alcuni documenti, fu edificato dal conte Egno I d'Appiano intorno al 1189, ma fu completato solo sotto il vescovato di Trento, al quale fu offerto in feudo. Nel 1195 Ulrich von Grumsberg era un giudice. In origine il castello fu probabilmente costruito dai Conti di Appiano per mettere in sicurezza il percorso attraverso il Warttal. L'origine del nome del castello non è chiaramente stabilita.
Il castello divenne in seguito sede dell'omonima corte, che comprendeva quasi tutta l'area dell'odierna Appiano, e residenza dei rispettivi giudici del conte, o in seguito dei sovrani tirolesi, che avevano il distretto di Appiano, economicamente importante, amministrato da qui da cancellieri del tribunale.
Intorno al 1400 il castello divenne di proprietà dei signori di Silandro, che nel 1410 furono inutilmente assediati dal duca Federico, a causa della loro alleanza con Heinrich von Rottenburg. Nel 1494 e nel 1496 Connradt Lennser (Lannser) risulta essere il sovrano "giudice di Altennburg ze Eppann". Nel XVI secolo il complesso cadde lentamente in rovina e le udienze del tribunale sarebbero state spostate al castello di Gandegg, perché intorno al 1550 il signore di corte si chiamava Blasius Khuen zu Gandegg. Intorno al 1910 la sala medievale fu ricostruita e ampliata come una piccola casa.